# カタール財団
カタール財団（アラビア語: مؤسسة قطر）は、カタール政府が出資する非営利団体である。1995年ハマド・ビン・ハリーファ・アール＝サーニーにより設立。総裁（理事長 あるいは会長 と表記されることもある）は、ハマド前首長妃のモウザ・ビント・ナーセル・アル＝ミスナド。

## 主な事業
教育分野においてはカタール・アカデミーを設け、またカタール国外の大学分校も開設している。主にバージニア・コモンウェルス大学、テキサスA&M大学、ジョージタウン大学、カーネギー・メロン大学、ノースウェスタン大学など。
2009年からは世界教育改革サミット（WISE）を開催しているほか、カタール国立研究基金、カタール・サイエンス&テクノロジー・パークを中心としたエデュケーション・シティの運営も行っている。

## スポンサー
2010年12月10日、スペインのリーガ・エスパニョーラに所属するFCバルセロナの胸スポンサーを2011-12シーズンから5シーズン1億7000万ユーロで契約した。
また2011年10月にはアラビア語版ウィキペディアの支援をするとウィキメディア財団から発表された。